# 万年场站
万年场站位于中华人民共和国四川省成都市成华区双福二路，是成都地铁4号线的地铁车站，也是4号线一期工程终点站，于2015年12月26日启用。本站因老地名“万年场”而得名，因本站距离传统意义上的“万年场”核心区域比之双桥路站更远，所以本站的命名一度引起争议，曾有市民建议将本站重新命名为华润二十四城站，以为双桥路站让出站名，但未能被采纳。

## 车站构造

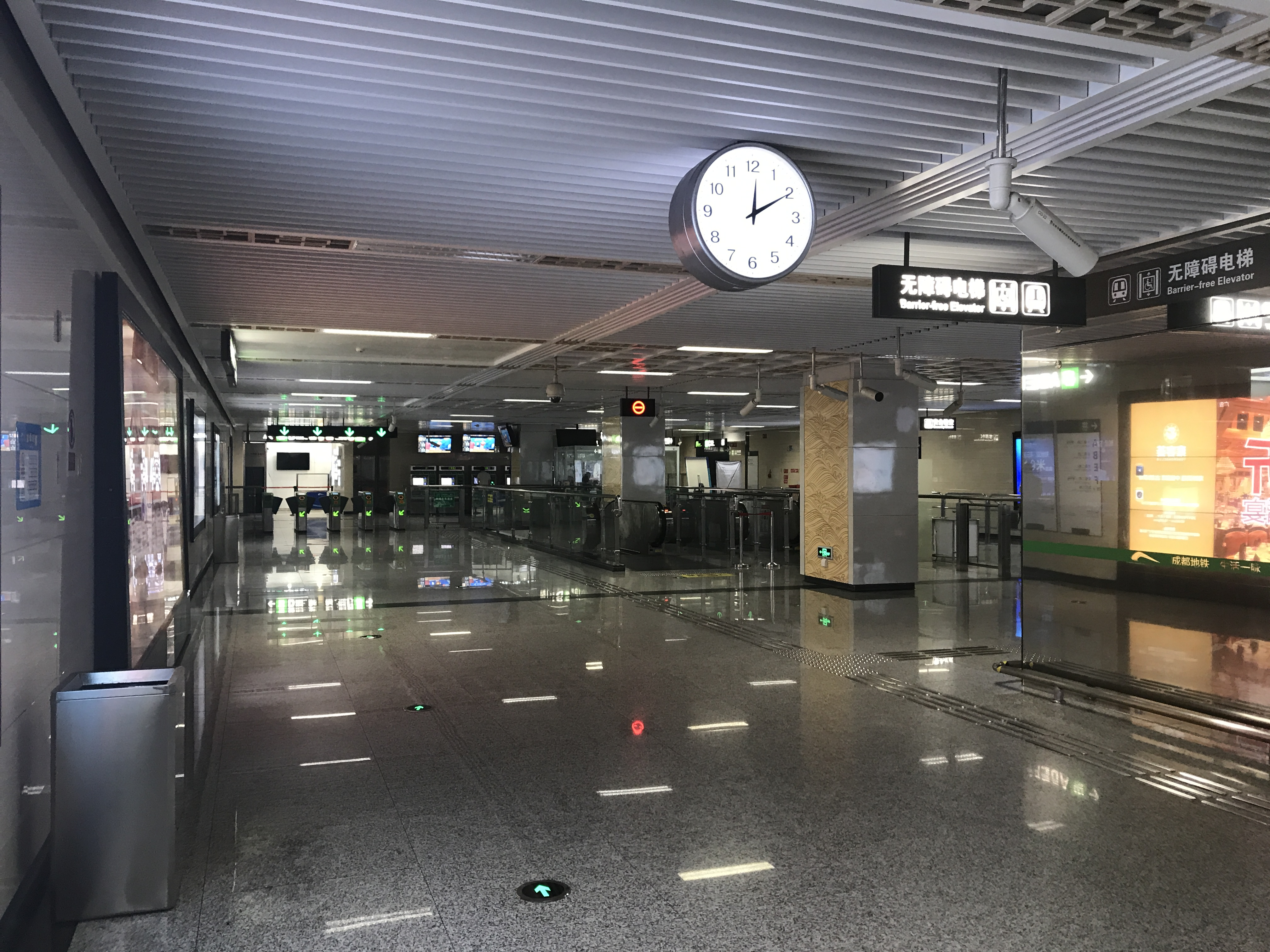
站厅层
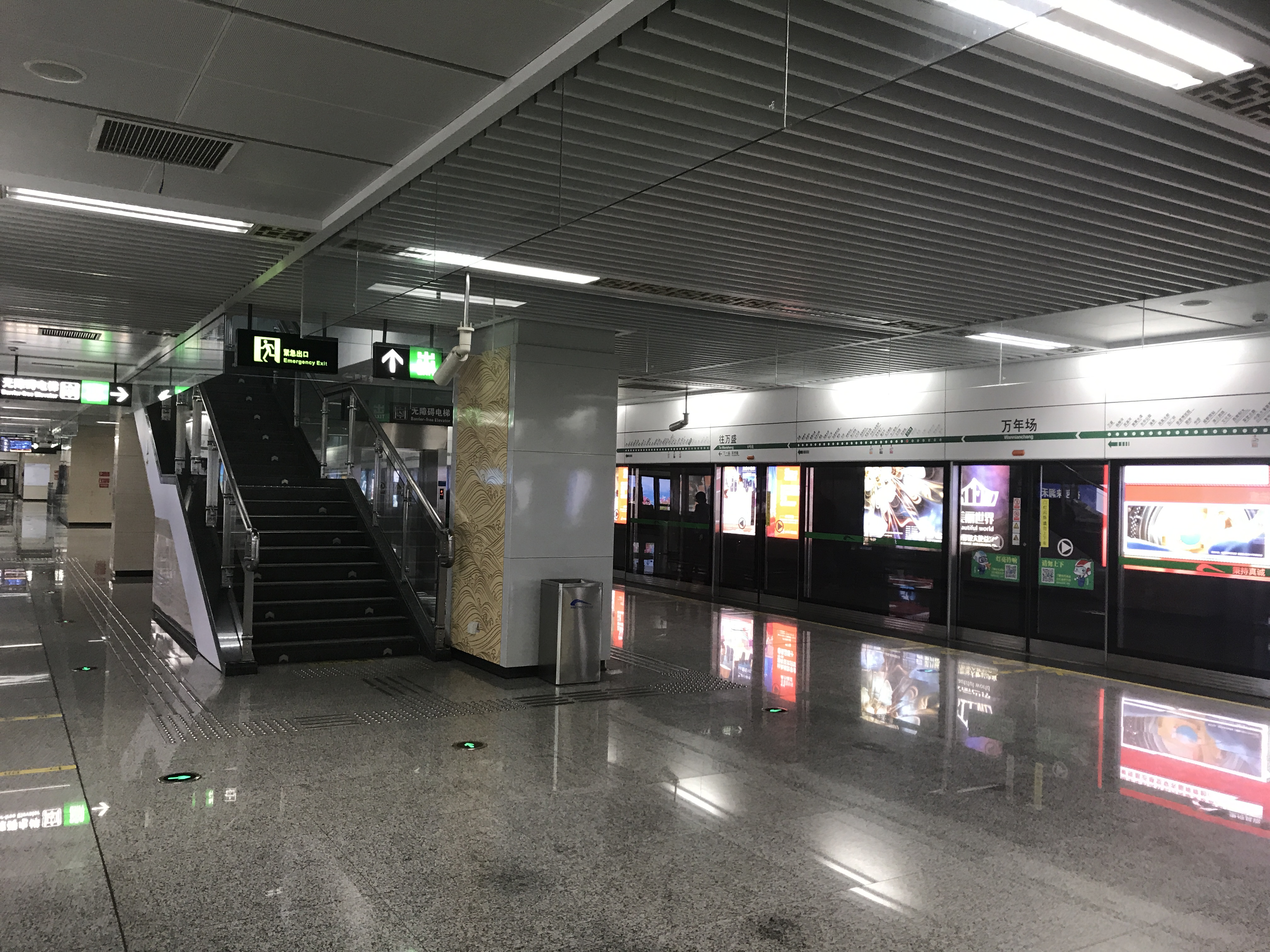
站台层

岛式站台1面2线地下车站。
| 地面              | 0    | 出口                                                                                              |
| 地下一层          | 站厅 | 自助购票 客服中心                                                                                 |
| 地下二层          | 站台 | \| \| \| 4号线往万盛（双桥路） \| \| 島式 · 開左邊车门 \| \| \| \| \| \| 4号线往西河（槐树店） \| |
|                   |      | 4号线往万盛（双桥路）                                                                             |
| 島式 · 開左邊车门 |      |                                                                                                   |
|                   |      | 4号线往西河（槐树店）                                                                             |

- 站厅层
- 站台层

## 出入口

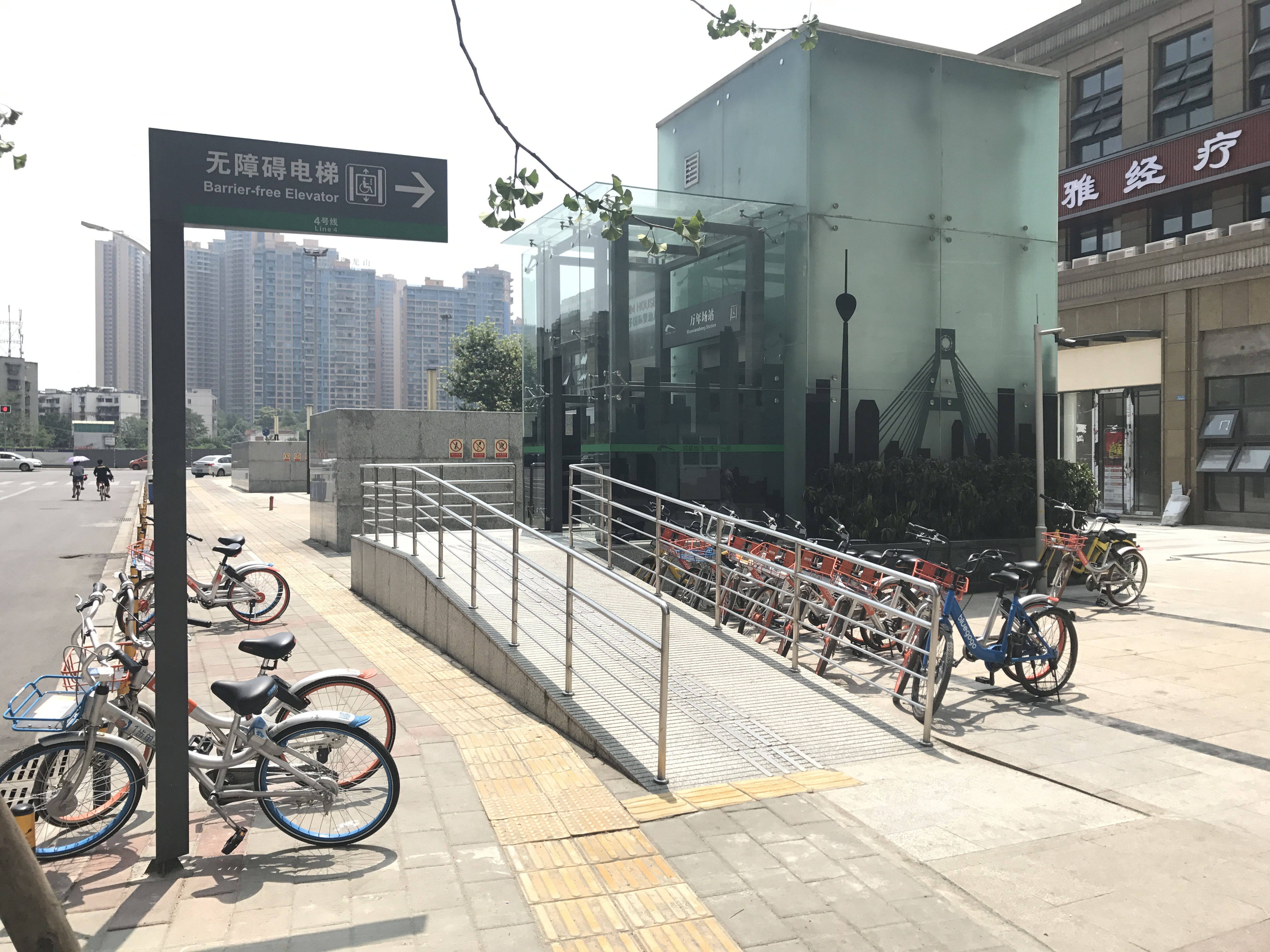
C出入口附近的无障碍电梯

本站目前开放7个出入口。
|              |              |                              |      |
| 编号         | 设施         | 指示                         | 照片 |
|              |              | 双福二路、双成三路           |      |
| 出口 · B     |              | 双福二路、双成三路           |      |
| 出口 · C     | 无障碍电梯   | 双成五路、双福二路、双福一路 |      |
| 出口 · D · 1 | 无障碍卫生间 | 双福二路                     |      |
| 出口 · D · 2 | 无障碍卫生间 | 双福二路、双成五路           |      |
| 出口 · E     |              | 双福二路、双成三路           |      |
| 出口 · F     | 无障碍卫生间 | 双福二路、双成三路           |      |

- C出入口附近的无障碍电梯

## 公交配套
97、858、1005、1026